# Deutsch-nigerianische Beziehungen
Für Deutschland ist Nigeria ein wichtiger Partner in Afrika. Die Beziehungen zwischen Nigeria und Deutschland sind jedoch von geringer Intensität. Ende August 2018 besuchte die damalige Bundeskanzlerin Angela Merkel Nigeria.

## Geschichte
Nigeria erlangte am 1. Oktober 1960 seine Unabhängigkeit vom Vereinigten Königreich. Seit dem 4. Oktober 1960 besteht eine Deutsche Botschaft in Nigeria. 1960 wurde mit Harald Graf von Posadowsky-Wehner der erste deutsche Botschafter in Nigeria berufen.
Nigeria nahm mit der Bundesrepublik am 28. Juli 1961 diplomatische Beziehungen auf. Erster Botschafter wurde Theodore Okam Chukwuemeka Ojiako. Er verstarb 1962 im Amt. Sein Nachfolger wurde Michael Emeribe Ejimofor.

## Diplomatie

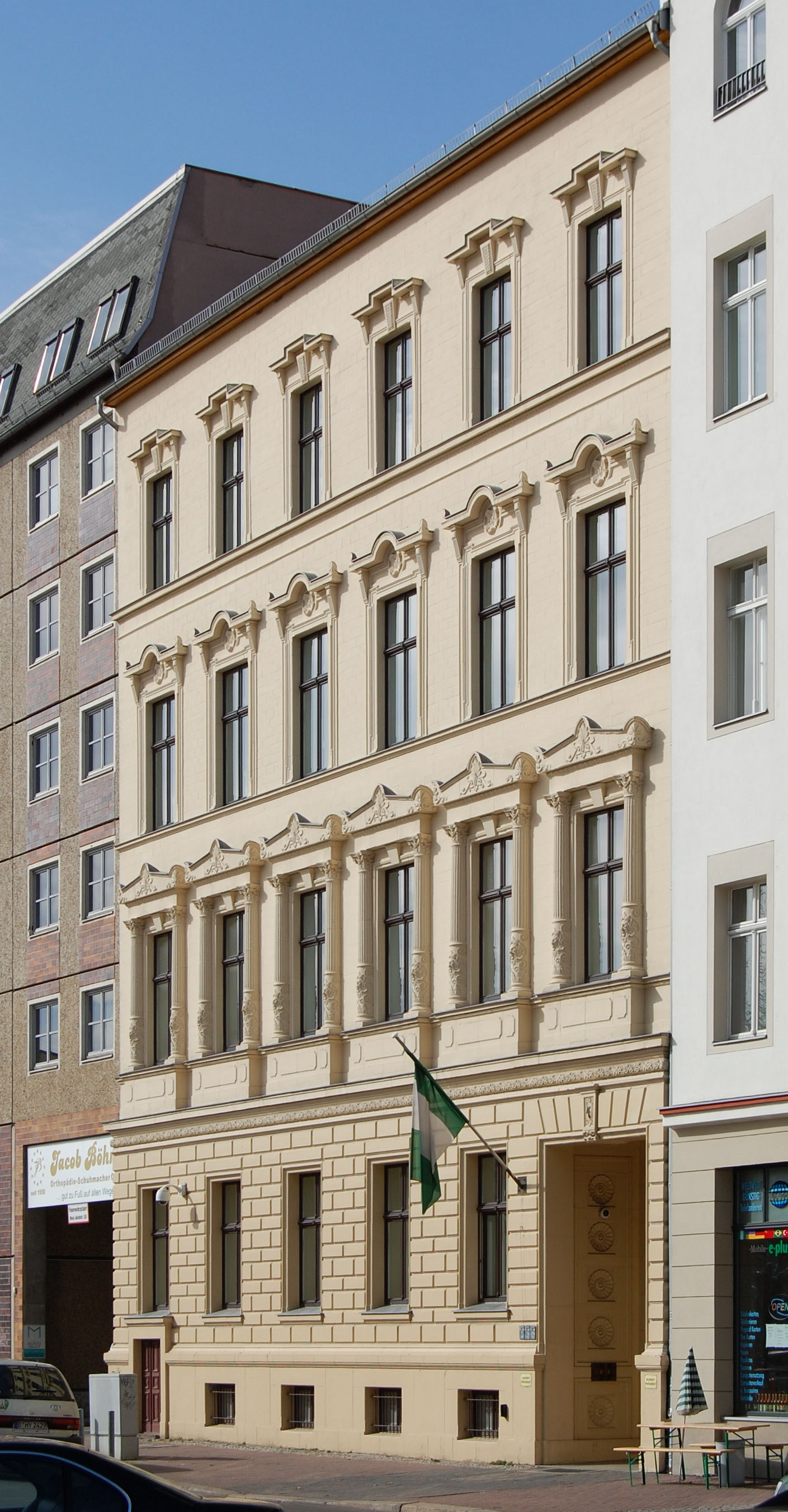
Botschaft Nigerias in Berlin

Die Bundesrepublik Deutschland unterhält in Nigeria die Deutsche Botschaft Abuja und ein Generalkonsulat in der Wirtschaftsmetropole und ehemaligen Hauptstadt Lagos.
Nigeria unterhält eine Botschaft in Berlin und ein Generalkonsulat in Frankfurt am Main. Der Konsularbezirk des Generalkonsulates umfasst die Länder Baden-Württemberg, Bayern, Hessen, Nordrhein-Westfalen und Rheinland-Pfalz.
Seit Dezember 2011 besteht die Binationale Kommission zwischen Deutschland und Nigeria mit vier Arbeitsgruppen: Strom und Energie, Wirtschaftliche Beziehungen, Politische Beziehungen sowie Bildung, Migration und Kultur. Plenarsitzungen der vier Arbeitsgruppen finden zweijährlich unter Leitung der beiden Außenminister abwechselnd in Nigeria und Deutschland statt.

## Wirtschaft
Nigeria ist Deutschlands zweitwichtigster Handelspartner und größter Absatzmarkt in Subsahara-Afrika. Nigeria belegte 2020 Platz 54 von 239 weltweiten Handelspartnern bei den deutschen Einfuhren und Platz 70 bei den Ausfuhren. Die deutschen Einfuhren hatte 2020 einen Wert von 1,6 Mrd. Euro, die Ausfuhren von 0,9 Mrd. Euro. Haupteinfuhrgut war 2020 Erdöl mit 83,2 Prozent der Gesamteinfuhr gefolgt von Nahrungsmitteln mit 11,2 Prozent. Deutschland exportierte 2020 vor allem Maschinen (27,9 Prozent an der Gesamtausfuhr), Nahrungsmittel (19,6 Prozent), Chemische Erzeugnisse (18,8 Prozent) sowie Kraftfahrzeuge und Kraftfahrzeug-Teile (8,8 Prozent). Deutschland belegte 2020 mit 3,1 Prozent Platz 6 der Hauptlieferländer Nigerias. Der Bestand der deutschen Nettoinvestitionen beliefen sich 2019 auf 459 Mio. Euro.
Das Investitionsschutzabkommen vom 28. März 2000 trat am 20. September 2007 in Kraft. Zwischen Deutschland und Nigeria besteht kein Doppelbesteuerungsabkommen. In Nigeria besteht eine deutsche Auslandshandelskammer.

## Illegale Migration
Nigeria belegte Platz 4 bei den Staatsangehörigkeiten der Erstanträge auf Asyl in Deutschland im Zeitraum 2018 bis 1. Halbjahr 2021. 2020 wurden 93,5 Prozent der Asylanträge abgelehnt. Über 12.000 Nigerianer waren ausreisepflichtig, wobei die meisten ihrer Pflicht nicht nachkommen.

## Kultur und Tourismus
Seit 1962 hat das Goethe-Institut ein Büro in Lagos. Benin-Bronzen in deutschen Museen wurden Ende 2022 nach Nigeria überführt.
Der Tourismus ist in Nigeria kaum entwickelt. Die Sicherheitslage ist angespannt, die Kriminalitätsrate sehr hoch.

## Bildung
Der Deutsche Akademische Austauschdienst (DAAD) ermöglicht jedes Jahr Stipendiaten aus beiden Ländern einen Aufenthalt im jeweils anderen Land. Im Jahr 2020 kamen dabei 10 Geförderte aus Deutschland nach Nigeria, während 714 geförderte Nigerianer Deutschland besuchten.

## Entwicklungszusammenarbeit
Seit 1974 ist die Deutsche Gesellschaft für Internationale Zusammenarbeit (GIZ) in Nigeria tätig. Seit 2004 hat sie ein Landesbüro in Abuja. Schwerpunkte der Tätigkeit sind wirtschaftliche Entwicklung und Beschäftigung, Sicherheit, Wiederaufbau und Frieden sowie Regierungsführung und Demokratie.

## Sport
Mannschaften und Sportler aus Deutschland und Nigeria treffen eher selten aufeinander. Am 22. April 1998 bestritt die deutsche Fußballnationalmannschaft ein Freundschaftsspiel gegen die Nigerianische Fußballnationalmannschaft in Köln, was die Deutschen mit 1:0 gewannen. Beide Mannschaften trafen am 17. August 2016 im Halbfinale im Herrenfußball der Olympischen Sommerspiele 2016 aufeinander. Hier siegte die deutsche Mannschaft 2:0.
Fünf Deutsche waren Trainer der nigerianischen Nationalmannschaft: Gernot Rohr (2016–2021), Berti Vogts (2007–2008), Manfred Hoener (1988–1989), Gottlieb Göller (1981) und Karl-Heinz Marotzke (1970–1971 und 1974).
Einige nigerianische Fußballspieler waren oder sind auch in deutschen Fußballvereinen aktiv, darunter Victor Agali, Jonathan Akpoborie, Leon Balogun, Manasseh Ishiaku, Chinedu Obasi, Pascal Ojigwe, Jay-Jay Okocha, Sunday Oliseh, Solomon Okoronkwo und Anthony Ujah.

## Deutsche Einrichtungen in Nigeria
- Deutsche Botschaft Abuja[23]
- Generalkonsulat Lagos[23]
- Goethe-Institut Lagos[15]
- Friedrich-Ebert-Stiftung Abuja[24]
- Konrad-Adenauer-Stiftung Auslandsbüro Nigeria in Abuja[25]
- Heinrich-Böll-Stiftung mit Hauptbüro in Abuja und Verbindungsbüro in Lagos[26]
- Auslandshandelskammer in Lagos[12]